# Toshiba
Toshiba Corporation (株式会社東芝?, Kabushiki-gaisha Tōshiba) è un'azienda multinazionale giapponese, in passato fra le prime cento al mondo per fatturato, che produce infrastrutture tecniche fisse e mobili, dispositivi elettronici ad alta tecnologia, prodotti consumer e, assieme a Westinghouse Electric Company, reattori nucleari.

## Storia
La società, che ha sede a Tokyo, fu fondata nel 1875 da Tanaka Hisashige, con la denominazione Tanaka Engineering Works Co., Ltd.. Il nome attuale della società, fu ottenuto dopo la fusione con un'altra azienda giapponese, la Tokyo Shibaura Electric K.K. nel 1939, e ufficializzato solo nel 1978 in Toshiba (contrazione di Tokyo-Shibaura).
Nei primi anni di attività, Toshiba produceva principalmente macchine elettriche. Negli anni trenta avviò la produzione di componenti elettronici, e nei decenni successivi, si specializzò nell'elettronica di consumo, settore che le permise negli anni settanta, di accrescere il proprio sviluppo e di espandersi a livello internazionale.
È quotata alla Borsa di Tokyo, ed anche in quelle di Osaka, Nagoya e Londra; secondo i dati 2023, l'azienda ha 106.648 dipendenti (in calo nel corso degli anni) e un fatturato di 3.361,657 miliardi ¥ (circa 21 miliardi di euro, al 2024). Conta circa 300 filiali nel mondo, di cui 24 in Europa, mentre la produzione industriale della Toshiba avviene in 25 stabilimenti presenti in Giappone, ed altri 42 sparsi nel mondo (in particolare Cina, Indonesia, Stati Uniti e Thailandia), di cui 4 europei.
Nel 2015 l'azienda è andata incontro ad uno scandalo per falsificazione di bilancio, a cui sono seguite le dimissioni del CEO Hisao Tanaka in data 21 luglio 2015.
In data 20 settembre 2023 inoltre, dopo una crisi durata anni, Toshiba ha dichiarato l'uscita dalla Borsa, dopo 74 anni e il completamento di un'OPA (Offerta Pubblica d'Acquisto). Il 27 settembre 2023 è avvenuta la ridenominazione in TBJH.

## Attività

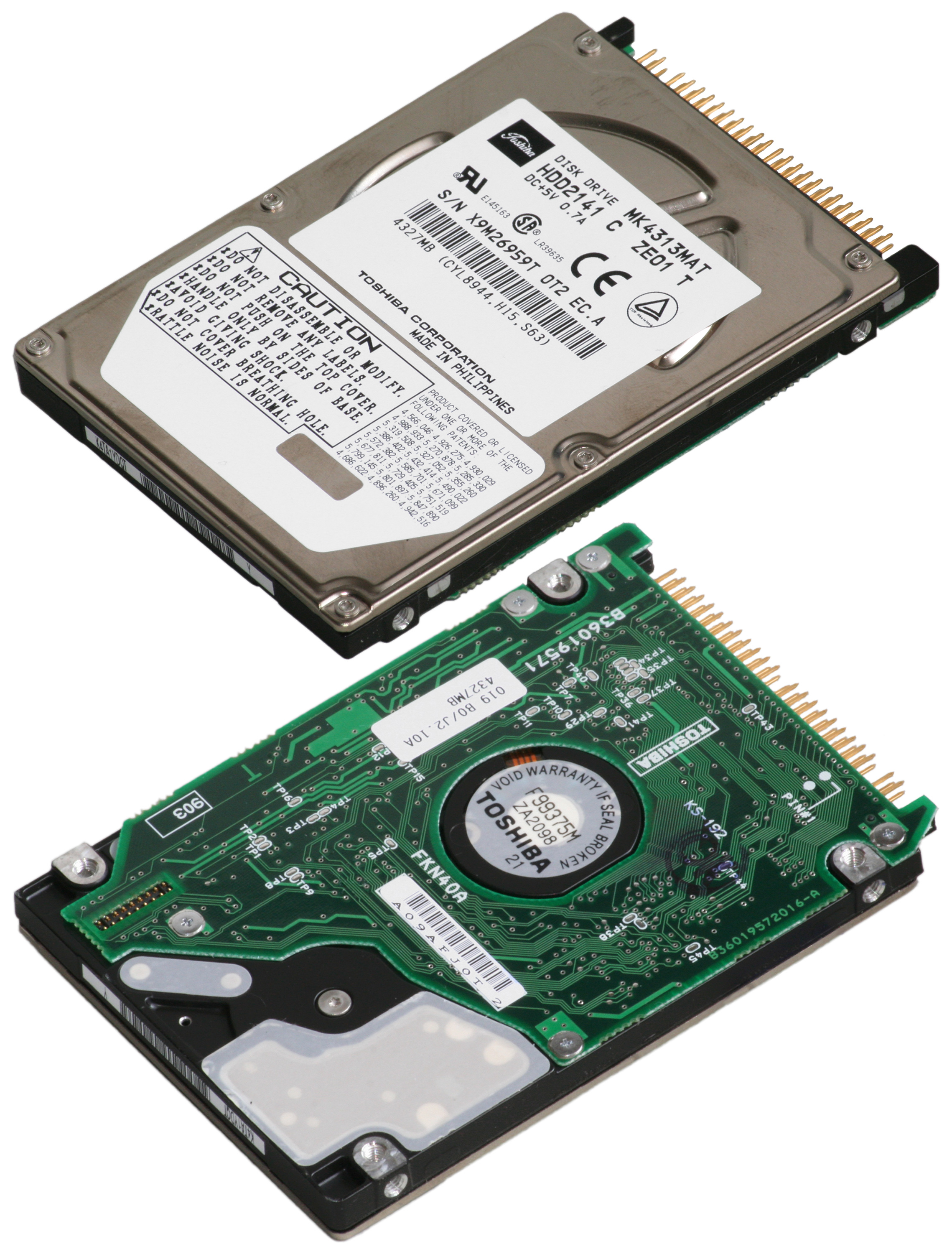
Hard disk prodotto da Toshiba

Toshiba con l'acquisto di Westinghouse (nel 2006) è diventata uno dei principali costruttori di centrali nucleari fatturando più di 200 miliardi di Yen in questo settore. Tuttavia a seguito della bancarotta di Westinghouse (2017) sta abbandonando questo settore.
Toshiba è il settimo produttore mondiale di apparecchi elettronici (televisori, lettori DVD e Blu-ray, personal computer, videocamere, tablet). È anche uno dei maggiori produttori di pannelli LCD.
L'azienda è molto attiva anche nel settore informatico, con la produzione di personal computer, stampanti, e accessori vari. Di maggiore rilevanza è la produzione di notebook, di cui Toshiba è il terzo a livello mondiale, e la prima azienda a realizzarli ed immetterli sul mercato nel 1985. Dall'agosto 2020 Toshiba ha interrotto la produzione di personal computer, vendendo a Sharp la sua quota in Dynabook con l'omonimo marchio utilizzato dal 2018 per i personal computer.
Sempre nell'ambito informatico, Toshiba è uno dei più grossi produttori mondiali di dispositivi di memoria di massa, come pen drive e hard disk. Dal 2007 l'azienda lavora a una nuova tecnica di archiviazione dati per dischi rigidi che succederà la registrazione perpendicolare : Nanocontact Magnetic Resistance.
Nel febbraio del 2009 la società ha acquisito la divisione Hard disk Fujitsu per un miliardo di dollari.
Alla fine del 2017 tutto è andato liscio in particolare con Western Digital entrata in rapporti con Toshiba in seguito all'acquisizione di SanDisk in joint venture dal 2000 e quindi ha venduto la divisione chip per 18 miliardi di dollari.
A partire dal 1º ottobre 2019 la denominazione Kioxia è stata adottata su larga scala da tutte le divisioni di Toshiba Memory.
Toshiba è presente anche nel campo della telefonia cellulare (in particolare con gli smartphone) e nel settore degli elettrodomestici (soprattutto con i climatizzatori) e dal 2008 nella produzione di videocamere portatili.
La sua divisione Toshiba Semiconductors è tra i primi 20 produttori mondiali di chip.
Il gruppo Toshiba è attivo anche nel settore delle infrastrutture, con la produzione di treni, e si occupa anche di illuminazione pubblica. Produceva anche apparecchi elettronici per uso medico, tuttavia a seguito dello scandalo per i bilanci falsificati delle divisioni aziendali di elettrodomestici (2015) ha venduto i suoi asset a Canon. Le divisioni di elettrodomestici sono invece state vendute ad aziende dell'estremo oriente (Cina ed altri).
È anche produttore di armi, quali il missile Type 81 Tan-SAM.
La strategia aziendale si sta dirigendo sempre più sullo sviluppo di prodotti che utilizzano intelligenza artificiale.
È membro dell'Istituto europeo per le norme di telecomunicazione (ETSI).